# Dravidoseps nilgiriensis
Dravidoseps nilgiriensis — вид ящірок родини сцинкових (Scincidae). Описаний у 2021 році.

## Поширення
Ендемік Індії. Описаний із сухих підвітряних схилів пагорбів Нілгірі східної частини Західних Гат у штаті Тамілнад на півдні країни.

## Опис
Дрібна і струнка ящірка, тіло 47–67 мм завдовжки (не враховуючи хвоста). Верхня частина тіла пісочно-коричнева. Кожна лусочка на спині обведена чорним, що створює загальний сітчастий візерунок. Від морди до кінчика хвоста проходить товста чорна лінія. На верхній губі є біла лінія. Нижня частина тіла брудно-біла, на горлі є вузькі чорні смужки.